# Semiotellus electrus
Semiotellus electrus – gatunek błonkówki z rodziny Systasidae i podrodziny Systasinae.
Gatunek ten został opisany w 1999 roku przez Hui Xiao i Huanga Daweia.
Samica ma ciało długości 2,2 mm. Głowa jej jest ciemnozielona, z drobno siateczkowatą i w górnej części gęsto pokrytą włosowymi punktami twarzą, o stosunku odległości między przyoczkami tylnymi do odległości między przyoczkiem tylnym a okiem złożonym wynoszącym 13 do 5. Czułki lekko buławkowate, z żółtawym spodem trzonka, o członach funikularnych dłuższych niż szerokich, z wyjątkiem piątego z nich, który jest nieco kwadratowy. Długość biczyka i nóżki razem wziętych przekracza długość głowy. Tułów i biodra ciemnozielone, a pozostała część odnóży żółtawa. Na zewnątrz od żyłki bazalnej skrzydła przednie są brązowawe. Niebieskawozieloną barwę ma około 1,6 raza dłuższy niż szeroki gaster.
Długość ciała samca wynosi 2 mm. Odznacza się długo owłosionymi czułkami o wszystkich członach funikularnych dłuższych niż szerszych. Jego gaster jest nieco dłuższy od tułowia.
Błonkówka znana tylko z Kuangsi w Chinach.